# I Bisonti
I Bisonti sono un gruppo musicale di genere beat italiano attivo principalmente durante gli anni sessanta. La band fu autrice soprattutto di ballate romantiche, ma non mancano brani più movimentati ispirati e dal sapore fuzz-punk tipico di un certo garage rock all'italiana.

## Storia del gruppo
Il gruppo venne formato a Milano come band di supporto del cantante Bruno Castiglia, da alcuni musicisti che lavorano per l'etichetta discografica City come turnisti sotto la direzione del maestro Paolo Gatti; nelle prime incisioni il nome del complesso appare con la denominazione Bruno Castiglia & i Delfini, ma poi il chitarrista Luigi Biagioni insieme al batterista Pino "Camola Maffei" suggerì il cambiamento del nome in Bisonti e, in alcuni dischi vennero quindi riportati come Bruno Castiglia e i Bisonti o I Bisonti di Bruno Castiglia.
Nel 1965 la formazione originaria si presenta composta da Bruno Castiglia (voce e canto), Gianni Calabria (batteria), Ennio Castiglia (basso), Angelo Milani (tastiere), Luigi Biagioni (chitarra). Questi ultimi tre parteciparono alla realizzazione dei primi due 45 giri e poi lasceranno il gruppo sostituiti da Paul Cocchi (c. basso) e successivamente da Fulvio Carotti (chitarrista mancino che imprime un nuovo sound al repertorio). Il complesso incise la stragrande maggioranza dei brani per la casa discografica City; pubblicando due album dal 1968 al 1969, I nostri successi, e I Bisonti. Nel 1968 i Bisonti vinsero la terza edizione del Festival di Rieti, e nell'edizione successiva eseguirono la sigla, Mi è rimasto un fiore.
Nel 1969 Pino Matteucci sostituì Fulvio Carotti in partenza per una missione umanitaria in Africa. Lo stesso Carotti abbandonerà la formazione dopo poco tempo e verrà rimpiazzato nel 1971 da Peppo Gellera. Nel 1969, al Piper di Milano, la band si esibibì insieme ad altri gruppi (Dik Dik, Camaleonti, I Giganti, New Dada) in una kermesse giornaliera senza interruzioni: la Maratona Beat - Carnevale del 1969 al Piper di Milano. Nel 1970 il complesso partecipa alla trasmissione Un Disco per l'estate con il brano Oh simpatia.
Dopo la partecipazione alla manifestazione anche Paolo Pasolini abbandona il gruppo per venir consacrato il 24 aprile del 1990 sacerdote prendendo il nome ecclesiastico di Don Paolo. Verrà sostituito alle tastiera da Ciro Dammicco. Il bassista Paul Cocchi lascia il gruppo net 1972 e parte per la Francia. In quella occasione verrà sostituito proprio da Gianni Minuti Muffolini su proposta del Gellera suo amico. I quattro senza il Castiglia e cioè il batterista Gianni Calabria, il chitarrista Peppo Gellera, il bassista/chitarrista Gianni Minuti e Ciro Dammicco fonderanno successivamente il gruppo Zona Verde, poi integralmente confluiti nella neo band Daniel Sentacruz Ensemble.
Il complesso dei Bisonti torna sul palcoscenico nel 1985 sulla scia del revival anni sessanta: con la formazione post 1971, Bruno Castiglia, Gianni Calabria, Peppo Gellera e partecipano alla trasmissione 20 anni dopo, diretta e condotta su Italia 1 da Red Ronnie. La stessa performance verrà messa in onda nel programma di Red Ronnie.
Dopo un periodo di inattività la band riprende a suonare nel 1988, con Castiglia e Calabria, membri originari, insieme a Peppo Gellera alle chitarre, alle tastiere e Renato Groppi al basso (quest'ultimo divenuto membro della band grazie ad Antonello La Porta con cui aveva già collaborato musicalmente); quest'ultima formazione nel 1996 incide l'album La carica dei Bisonti, disco contenente le nuove registrazioni dei vecchi successi a cui si affiancano nuove canzoni come Va bene così (versione in italiano di All Right Now dei Free). Il 31 marzo del 2000 vengono invitati alla trasmissione I fatti vostri condotta da Massimo Giletti per l'incontro con un vecchio componente della band, primo tastierista del gruppo che aveva preso i voti nel 1970, il già citato Paolo Pasolini.
Nel 2008 dopo un periodo di assenza rientra nel gruppo Gianni Minuti, già componente dal 1971 al 1973, alle chitarre e pianoforte.
All'interno della loro produzione, particolare successo ebbero alcuni brani che possono essere considerati delle eccezioni rispetto al repertorio abituale, come ad esempio Crudele (che appare nella compilation 60's Beat Italiano Vol. 1), lato B del 45 giri Occhi di sole, dalla ritmica ben sostenuta, Ma se ci penso e la cover della canzone Lucille portata al successo da Little Richard.
Nel 2016 entra nella formazione Bertaggia Marco alla chitarra. Nel 2017 si aggiunge al gruppo Alex Carminati come tastierista cantante e corista, con cui il gruppo incide il singolo Mi manchi tu.

## Formazione
- Bruno Castiglia - voce, chitarra (1961-1973/1988-2017)
- Ennio Castiglia - cori, basso (1965-1966)
- Paul Cocchi - voce, basso (1965/1967-1972/2008-presente)
- Giuseppe Pino Maffei detto Camola (1965-1968) - batteria e voce
- Luigi Biagioni - chitarra solista (1965-1967)
- Fulvio Carotti - chitarra (1967-1968)
- Giorgio Speranza - chitarra (1968-1971)
- Peppo Gellera - chitarra accompagnamento e solista (1971-presente)
- Gianni Calabria - batteria (1961-1973/1988-deceduto
- Angelo Milani - cori, tastiere (1965-1966)
- Paolo Pasolini - organo (1967-1970)
- Ciro Dammicco - tastiere e voce (1970-1973)
- Antonello La Porta - tastiere, Hammond e pianoforte elettrico Fender Rhodes (1973-presente)
- Gianni Minuti Muffolini - chitarra, pianoforte e voce (1972-presente)
- Marco Bertaggia - chitarra, accompagnamento e solista, tastiere e cori (2016-2019deceduto

- Alex Carminati - tastiere, pianoforte, voce e management (2017-presente)

## Discografia

### Album in studio
- 1968 - I nostri successi (City, C 1002)
- 1969 - I Bisonti (City, C. 1004)
- 1996 - La carica dei Bisonti (Duck Gold, DGCD 173)

### Singoli ed EP
Come "Bruno Castiglia & i Delfini"
- 1963 - Ragazzi e dadi/Piccola bambina mia (Arlecchino, D 125)
- 1964 - Ombretta/Cu cu rru cu cu paloma twist (Arlecchino, D 152)
- 1968 - Piccola bambina mia/Ombretta (Arlecchino, D 367)

Come "Bruno Castiglia con Paolo Gatti e i suoi solisti"
- 1964 - Mi dicono che.../Mandami una cartolina (City, C 6133)

Come "I Bisonti di Bruno Castiglia"
- 1966 - Portami tante rose/Lucille/Ma se ci penso (City, C 6164)
- 1966 - La tua ombra (mi segue)/Lui non vuole (City, C 6169)

Come "Bruno Castiglia e i Bisonti"
- 1966 - Balla, canta, ridi/Come on (City, C 6179)
- 1967 - Occhi di sole/Crudele (City, C 6190)
- 1968 - Richiamo d'amore/Viso di luce (City, C 6199)
- 1968 - Grido (al mondo)/Io sto piangendo (City, C 6209)
- 1969 - Mi è rimasto un fiore/Per il mondo me ne vo (City, C 6211)
- 1969 - Lunga domenica/La voce dell'anima (City, C 6219)
- 1970 - Oh simpatia/Per noi due (City, C 6229)

Come i "Bisonti"
- 1970 - Non vado lontanissimo/È l'inizio del mondo (City, C 6235)
- 1971 - 24 dicembre/Carillon (City, C 6247)
- 1972 - Dolce Butterfly/Padre mai (City, C 6279)
- 1973 - Gaye/Un uomo solo (City, C 6282)
- 1975 - Per sempre/Rimani (City, C 6338)
- 2017 - Mi manchi tu

Come "Bruno Castiglia"
- 1976 - Una ragazza in due/Un angelo (Blu Records, BLR 509)

### Raccolte
- 1996 - Il meglio (D.V. More Record, CD DV 0164)
- 2008 - La casa del sole (Green Records, GRCD 6482)
- xxxx - La buona musica ritorna con i Bisonti - 1 (City Record, CD 5232)